# Sémézies-Cachan
Sémézies-Cachan é uma comuna francesa na região administrativa de Occitânia, no departamento de Gers. Estende-se por uma área de 6,95 km². Em 2010 a comuna tinha 70 habitantes (densidade: 10,1 hab./km²).